# Campiglossa brunneimacula
Campiglossa brunneimacula este o specie de muște din genul Campiglossa, familia Tephritidae. A fost descrisă pentru prima dată de Hardy în anul 1988. Conform Catalogue of Life specia Campiglossa brunneimacula nu are subspecii cunoscute.